# Georg Hornstein
Georg Hornstein (Berlino, 8 dicembre 1900 – Campo di concentramento di Buchenwald, 3 settembre 1942) è stato un antifascista tedesco, combattente della resistenza ebrea nella Germania nazista.

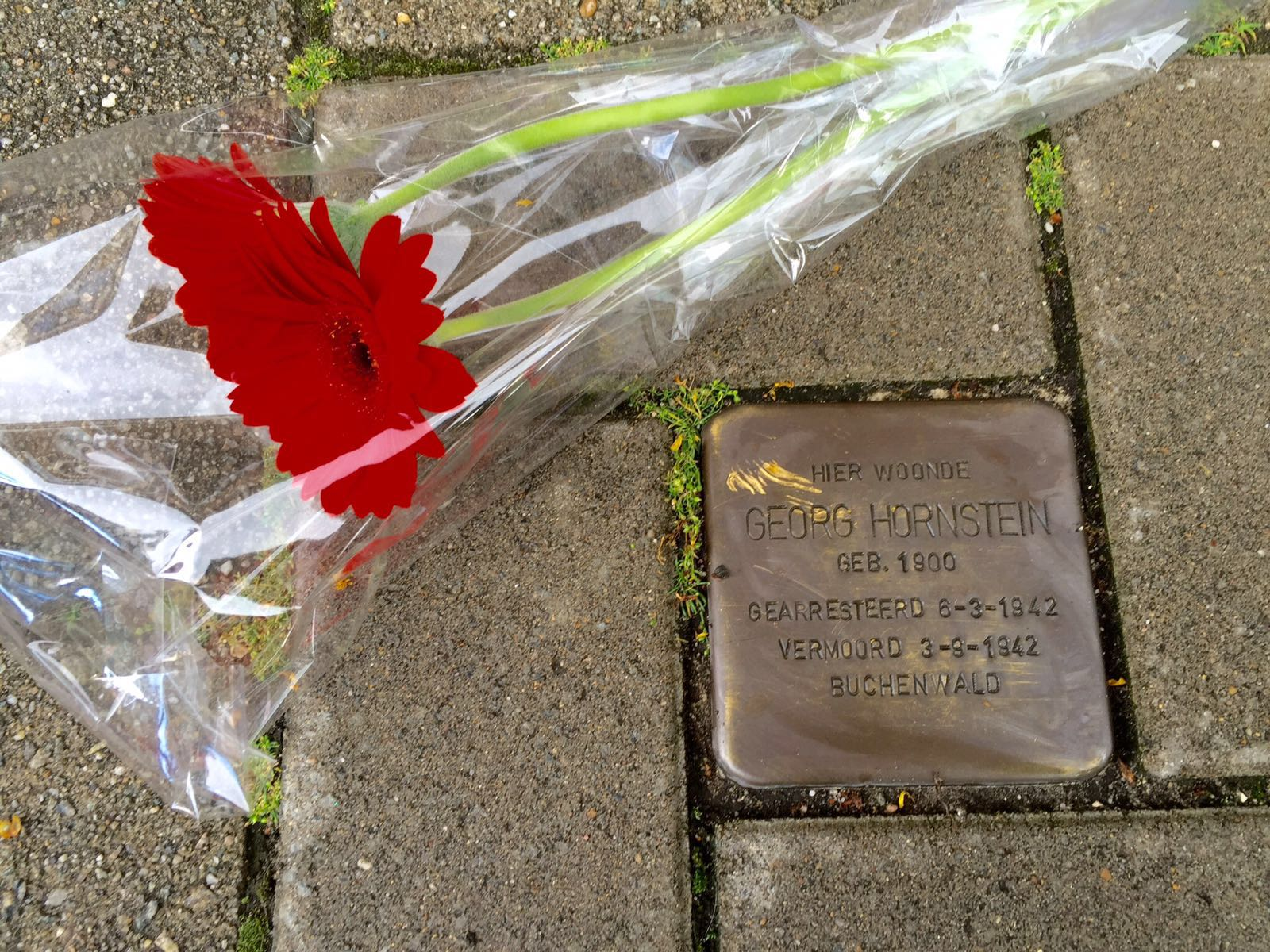
Georg Hornstein - Pietra d'inciampo (Stolperstein) ad Amsterdam, 65 Waalstraat

La sua appartenenza all'ebraismo, riconosciuta nel 1942 durante uno dei suoi periodi di prigionia da parte della Gestapo, è stata spesso usata come esempio di resistenza ebraica contro il regime nazionalsocialista.

## Biografia
Georg Hornstein nacque a Berlino e crebbe a Düsseldorf, dove la sua famiglia si trasferì nel 1902. A Düsseldorf, i suoi genitori gestivano un negozio sull'elegante viale Königsallee. Hornstein completò il liceo (Gymnasium, Abitur) e per breve tempo frequentò la Scuola superiore di affari di Colonia, fino a quando si arruolò come volontario verso la fine della prima guerra mondiale, nel gennaio 1918. Fu inizialmente inviato a Vienna e poi fu alfiere a Cracovia fino al novembre 1918. Proseguì gli studi a Colonia, Parigi, Londra e Buenos Aires e tornò a Düsseldorf nel 1926.
Dopo la presa del potere da parte dei nazisti, Hornstein emigrò ad Amsterdam e aprì un negozio di prodotti in pelle. Allo scoppio della guerra civile spagnola, si offrì volontario per l'esercito spagnolo a Barcellona, entrando nel battaglione Thälmann di lingua tedesca delle Brigate Internazionali . Durante la battaglia di Madrid fu gravemente ferito e dal settembre 1937 all'aprile 1938 servì come ufficiale addetto alle comunicazioni ad Albacete.
In seguito, tornò alla sua attività ad Amsterdam. Nel maggio del 1940, durante la seconda guerra mondiale, quando la Germania nazista occupò i Paesi Bassi, fu in grado di liquidare i suoi affari e di acquisire con il ricavato gioielli e altri oggetti di valore. Tuttavia, non riuscì a lasciare l'Olanda e fu catturato dalla polizia di sicurezza (Sicherheitsdienst o SD) e trasferito nel carcere di Düsseldorf, dove fu trattenuto e torturato. Durante uno dei suoi periodi di detenzione da parte della Gestapo, Hornstein scrisse la seguente dichiarazione circa la sua identità ebraica:
Georg Hornstein: rapporto dell'interrogatorio dalla Gestapo, 24 gennaio 1942.»
Sulla base dei verbali degli interrogatori, il 6 marzo 1942 gli fu applicata la detenzione protettiva o Schutzhaft di livello tre, in quanto "particolarmente pericoloso", e fu trasferito al campo di concentramento di Buchenwald, dove giunse il 7 maggio 1942. Lì rimase sotto costante sorveglianza e non gli fu permesso di lavorare. Nel frattempo, sua madre, Hulda Hornstein era deportata da Düsseldorf a Theresienstadt il 21 luglio 1942. Georg Hornstein fu assassinato da membri delle SS a Buchenwald il 3 settembre 1942.